# Chelle-Debat
Chelle-Debat ist eine französische Gemeinde mit 215 Einwohnern (Stand 1. Januar 2022) im Département Hautes-Pyrénées in der Region Okzitanien (vor 2016: Midi-Pyrénées). Sie gehört zum Arrondissement Tarbes und zum Kanton Les Coteaux.
Die Einwohner werden Chellois und Chelloises genannt.

## Geographie
Die Gemeinde Chelle-Debat liegt am Fluss Arros auf dem Plateau von Lannemezan, circa 15 Kilometer nordöstlich von Tarbes in der historischen Provinz Bigorre.
Umgeben wird Chelle-Debat von den neun Nachbargemeinden:
| Jacque       | Laméac                                      | Trouley-Labarthe |
| Marseillan   | Kompassrose, die auf Nachbargemeinden zeigt | Osmets           |
| Castelvieilh | Cabanac                                     | Mun Aubarède     |

## Einwohnerentwicklung

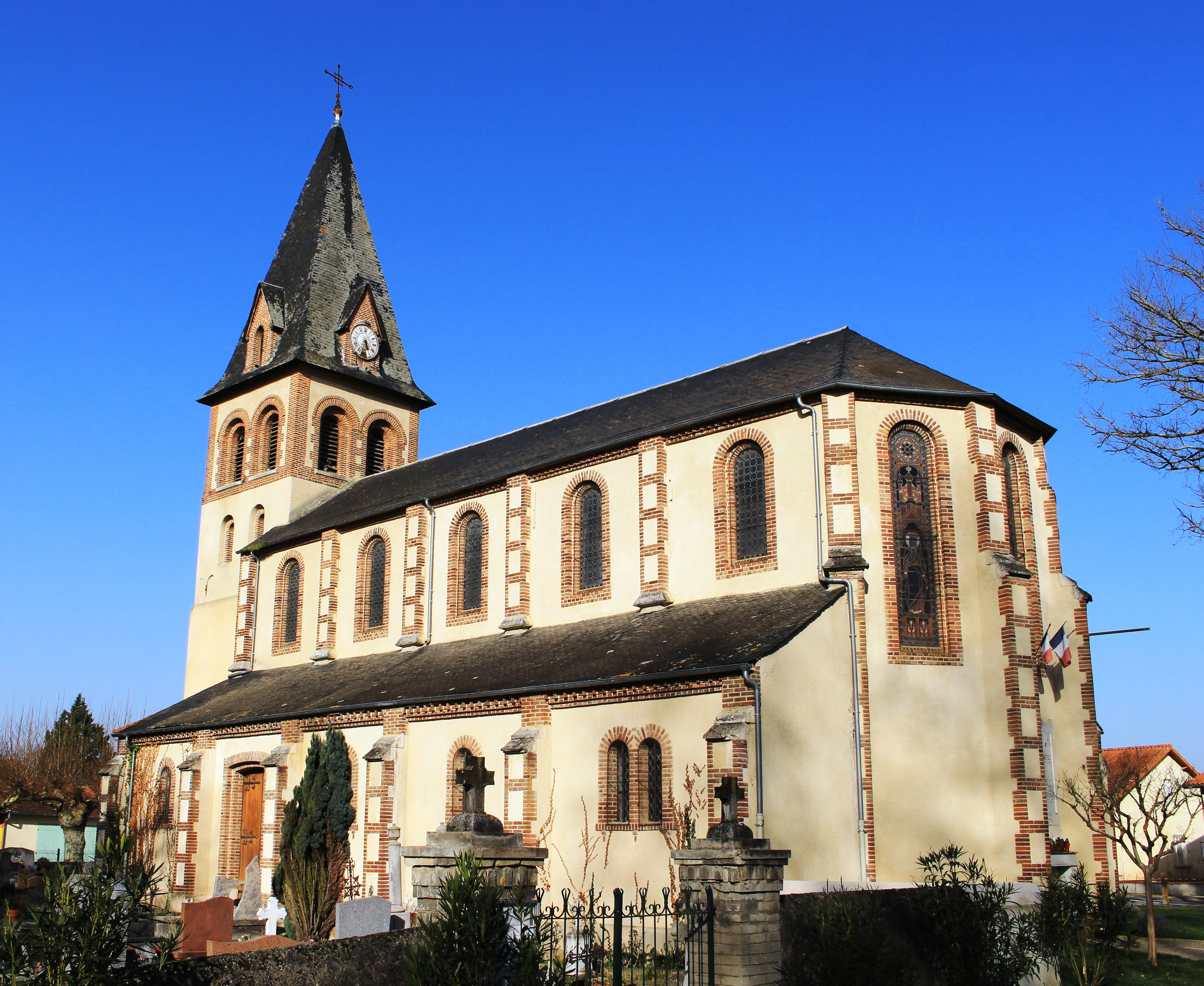
Pfarrkirche Saint-Martin

Nach Beginn der Aufzeichnungen stieg die Einwohnerzahl bis zur ersten Hälfte des 19. Jahrhunderts auf einen Höchststand von rund 475. In der Folgezeit sank die Zahl der Einwohner bei kurzen Erholungsphasen bis zu den 1960er Jahren auf rund 155, bevor eine Wachstumsphase einsetzte, die bis heute anhält.
| Jahr      | 1962 | 1968 | 1975 | 1982 | 1990 | 1999 | 2006 | 2011 | 2022 |
| --------- | ---- | ---- | ---- | ---- | ---- | ---- | ---- | ---- | ---- |
| Einwohner | 173  | 157  | 162  | 174  | 189  | 206  | 204  | 213  | 215  |

## Sehenswürdigkeiten
- Pfarrkirche Saint-Martin

## Wirtschaft und Infrastruktur
Chelle-Debat liegt in den Zonen AOC der Schweinerasse Porc noir de Bigorre und des Schinkens Jambon noir de Bigorre.

### Verkehr
Chelle-Debat wird durchquert von den Routes départementales 14 und 632, der ehemaligen Route nationale 632.